# Wire & Glass
Wire & Glass é um EP  da banda de rock britânica The Who. Foi lançado exclusivamente no iTunes em 17 de julho de 2006 e uma semana depois em formato maxi single na Austrália e Reino Unido. Apresentado como uma "mini-ópera", trata-se de uma prévia do álbum Endless Wire, lançado posteriormente em outubro daquele ano.

## Faixas
Todas as canções compostas por Pete Townshend.
| N.º | Título | Duração |  |
| 1.  | "Wire & Glass - I. Sound Round – 1:22 - II. Pick Up the Peace – 1:28 - III. Endless Wire – 1:51 - IV. We Got a Hit – 1:18 - V. They Made My Dream Come True – 1:13" | 7:12    |  |
| 2.  | "Mirror Door" | 4:16    |  |

No lançamento em maxi single, as seis canções foram reunidas em uma única faixa.

## Créditos
The Who
- Roger Daltrey – vocais
- Pete Townshend – guitarra, vocais

Músicos convidados
- John "Rabbit" Bundrick – teclado, órgão
- Peter Huntington – bateria
- Billy Nicholls – backing vocals
- Pino Palladino – baixo
- Simon Townshend – backing vocals

Produção
- Myles Clarke – engenheiro-de-som
- Bob Pridden – engenheiro-de-som